# 月刊少年ガンガン
『月刊少年ガンガン』（げっかんしょうねんガンガン）は、スクウェア・エニックスが発行する日本の月刊少年漫画雑誌。エニックス時代の1991年3月12日に創刊。毎月12日発売。
月刊で創刊し、1996年4月12日に第2・第4金曜日発売の月2回刊になった後、1998年4月12日から月刊に戻っている。

## 概要
2011年現在の対象読者はゲーム世代の中学生男女。しかし、実際の読者は高校生が14パーセント、大学生以上が30パーセントである。誌名は『ドラゴンクエストIV 導かれし者たち』で初出となった作戦コマンド「ガンガンいこうぜ」にちなんでいると言われている。
少年漫画誌では一二を争うほどの厚さがある。創刊当初は一般的な厚みで、月2回刊時は1996年・1997年には600頁、1998年には500頁程度だったが、月2回刊を経て月刊に戻った際に厚みが増し再び月刊化した1999年には800頁に膨れ上がっている。一時期1000ページを超えたこともある。CMで「『ガンガン』を人の体に落とすと危険」というギャグを使ったこともある。特大号と付く号は1000ページを超える。ただし各作品のページ数は、連載枠獲得のための公募作掲載コーナーが出来たことによる作品数増加で落ち着いている。このため、第三種郵便物の認可を受けているものの、実際には重量制限である1キログラムを超えるため送ることは出来ない。
2021年現在の定価は550円または600円（税込）。創刊当初の定価は390円（税込）。隔週発行時は280円 - 300円（税込）。

## 歴史

### 前史
ゲームメーカーであるエニックスは『ドラゴンクエスト』等ゲームの販売に依存した収益構造を変え収入を安定させるために、ゲームソフト事業に次ぐ主力部門を目指し出版部門に進出する。
当初は攻略本など『ドラゴンクエスト』中心とする書籍を刊行。1990年頃には、すでに漫画雑誌発行の企画は進んでおり、1990年に出版した漫画アンソロジー『ドラゴンクエスト4コママンガ劇場』は好評を博しシリーズ化。1991年末までに販売されたシリーズ累計で五百万冊に迫るなど相当な人気だった。その一方で新人賞 賞金総額1000万円を懸けて「エニックスファンタジーコミック大賞」を開催。この賞を受賞した渡辺道明、西川秀明、柴田亜美といった漫画家達が後のガンガンで執筆することになる。受賞作品は後に「コミックファンタジーワールド」として単行本化されている。

### 創刊から人気雑誌へ
1991年3月12日に小学校高学年から中学生を対象として創刊。発売前であった『ドラゴンクエストV 天空の花嫁』の最新情報を毎号掲載しており、創刊時の売りは『ドラゴンクエストV 天空の花嫁』カセットの読者プレゼント企画だった。創刊半年後の発行部数は30万程。当初は『ドラゴンクエスト列伝 ロトの紋章』『南国少年パプワくん』が人気を集める。また『ハーメルンのバイオリン弾き』『突撃!パッパラ隊』『魔法陣グルグル』等長期に渡り『少年ガンガン』を引っ張っていく作品も登場する。
それまで20年間ほど月刊漫画雑誌の創刊で成功といえるものが無かったため、出版関係者からの驚きの声があった。評論家・編集者の大塚英志は1994年頃からゲーム系の漫画雑誌が続々創刊したのは、エニックスの成功に刺激を受けたためだとしている。創刊からの好調の要因は主に『ドラゴンクエスト』の要素を前面に出してゲームユーザー向けにしたことと、『ドラクエ』の新作情報を取り上げたことが挙げられている。だが、当時の『ぱふ』編集長・猪飼幹太はゲームに頼りすぎず、漫画の魅力を追求したから成功したとしている。
エニックスは『月刊少年ガンガン』に続いて、1995年の月2回刊化までに『フレッシュガンガン』（後の『月刊ガンガンWING』）、『ガンガンファンタジー』（後に『月刊Gファンタジー』に改名）、『月刊少年ギャグ王』といった兄弟誌を創刊していく。漫画雑誌によって出版部門は会社の安定収入基盤となり、『ドラゴンクエストシリーズ』未発売期における業績下支えとなった。またこの頃は『南国少年パプワくん』『魔法陣グルグル』『ハーメルンのバイオリン弾き』といった人気作品が、エニックスよりゲーム化されている。1995年から売り上げを伸ばすことと単行本数を増やすことを目的として、隔週発行となる。社長の福嶋康博は隔週化により出版部門の売上高20パーセント程増加すると見込んでいた。

### 誌面の変容
創刊当初は一般には『ドラゴンクエストシリーズ』を中心とし、ゲームとファンタジー要素の強い漫画雑誌と見られていた。しかし実際には、『4コママンガ劇場』と『ロトの紋章』を除けば『ドラクエ』とは関係ない漫画の方が多く、創刊当初の編集長保坂嘉弘は「ゲームに偏るクラス・マガジンが目標ではなく、めざすは『ジャンプ』『マガジン』のような一般少年コミック誌」という考えを打ち明けていた。
だが月2回刊化を前後して『少年ガンガン』に変化が現れる。漫画評論家・伊藤剛は、1990年代中頃からそれまでの漫画とは異質な作品が『少年ガンガン』及び兄弟誌で現れ出したことを実感し、後に編集長を務める松崎武吏は、1995年頃から読者の年齢層が上がって「特定層の好みに傾いてしまった」と語っている。次第に誌面は、少年漫画・少女漫画との枠が無くなり、それぞれの色が混在する独特の雰囲気となっていき、いつしか連載作品は「ガンガン系」「エニックス系（スクウェア・エニックス系）」と呼ばれるようになり、周辺雑誌を含めて連載される作品がそう呼ばれるようになった。
保坂の考えも変わっていったようで、1996年時には「コミック誌にゲームの要素を入れるつもりはなかったし、いまもない」と述べているが、1997年のインタビューでは「ゲームユーザーにゲーム感覚のコミックを提供しようというコンセプト」と語っている。実際に、1997年以降『ポケットモンスター』、『アークザラッドII』、『スターオーシャン』、『モンスターファーム』といった『ドラクエ』以外のゲームを題材とした漫画が掲載されるようになる。一方で、作品の自社ゲーム化は1997年の『忍ペンまん丸』を最後に一時途絶える。2000年12月の『ドキドキ♡伝説 魔法陣グルグル』がゲームボーイカラー用ソフトとして発売されているが、それ以外は合併されるまで発売されていない。その他『突撃!パッパラ隊』が2000年3月にJ・ウイングからゲームボーイ用ソフトとして発売されている。
1998年4月に再び月刊に戻る。この頃保坂から飯田義弘に編集長が変わる。再月刊化後は『まもって守護月天!』、『刻の大地』、『ジャングルはいつもハレのちグゥ』、『スターオーシャン セカンドストーリー』など女性漫画家の作品が人気を出していった。

### エニックスお家騒動
エニックス系の作品が人気を出している中、現状の方向性などで編集部内での反発・対立が起き、2001年に『月刊少年ガンガン』および周辺雑誌の編集長を務めた保坂嘉弘が退社し、新会社・マッグガーデンを立ち上げる。そしてエニックスの漫画雑誌から編集者と漫画家・作品が引き抜かれてしまうお家騒動が発生する。周辺雑誌では打ち切りの作品が相次ぎ、『月刊少年ガンガン』でも多くの漫画の連載が終了。人気のあった『まもって守護月天!』『新撰組異聞PEACE MAKER』『魔探偵ロキ』はそのまま新雑誌に移ることになり、編集長だった飯田義弘も移籍してしまう。この混乱時期を支えたのは『ジャングルはいつもハレのちグゥ』『東京アンダーグラウンド』『スパイラル 〜推理の絆〜』といった以前から残った連載作品と、連載終了と入れ替わりの新連載群である。後に『月刊少年ガンガン』の中心となる『鋼の錬金術師』もその際の新連載の一つであった。お家騒動中の2001年9月に編集長を就任した松崎武吏は、再び少年漫画を中心とした方向転換を目指したと語っている。

### エニックスお家騒動後
2003年4月1日、エニックスがスクウェアと合併、スクウェア・エニックスとなると『ファイナルファンタジー』『キングダムハーツ』といった、旧スクウェアのゲームを題材とした漫画も掲載されるようになった。そして同年10月、新連載群の一つであった『鋼の錬金術師』がTVアニメ化されると『月刊少年ガンガン』の部数が増加、出版業界で漫画雑誌全体の売り上げが伸び悩む中、大幅に部数を伸ばした。スクウェア・エニックスは『鋼の錬金術師』以後、人気作品を自社スポンサーとしてアニメ化して認知度を向上させ、単行本収益を増加させる方法が採られた。そこから『ながされて藍蘭島』『屍姫』『ソウルイーター』や、外部タイアップの『ひぐらしのなく頃に』『とある魔術の禁書目録』などの作品がメディアミックス化されていった。
2010年7月号は、『鋼の錬金術師』の最終回掲載により、全国の書店で『月刊少年ガンガン』の売り切れが続出した。対処として、同年の9月号にも最終回を再録することとなった。

### 『鋼の錬金術師』連載終了後
2010年、『鋼の錬金術師』の連載が終了し、『月刊少年ガンガン』の売上が減少し始める。ヤングガンガンで連載している『咲-Saki-』のスピンオフ作品『咲-Saki-阿知賀編 episode of side-A』、『スパイラル 〜推理の絆〜』の城平京が原作の『絶園のテンペスト』、『ソウルイーター』の外伝作品『ソウルイーターノット!』、『とある魔術の禁書目録』関連の作品などを連載するも、全国出版協会の推定値によると、2004年に37万部、2010年時点で15万部だった発行部数は、2015年現在2万部にまで落ち込んでいる。2016年5月号で創刊25周年となり、ロゴや使われている紙などを変更しリニューアルを行った。2017年3月号より電子版の配信を開始した。
2021年、創刊30周年となった。12月10日、荒川弘が『黄泉のツガイ』の連載を2022年1月号より開始した。

## 連載作品
2025年7月号現在。
- ながされて藍蘭島（藤代健）：2002年6月号 -
- とある魔術の禁書目録（原作：鎌池和馬、作画：近木野中哉、キャラクター原案：はいむらきよたか）：2007年5月号 -
- 無能なナナ（原作：るーすぼーい、作画：古屋庵）：2016年6月号 - 、『ガンガンONLINE』に再掲載
- 英雄教室（原作：新木伸、作画：岸田こあら、キャラクター原案：森沢晴行）：2016年10月号 - 、『ガンガンONLINE』に再掲載
- 不徳のギルド（河添太一）：2017年7月号 -
- FINAL FANTASY LOST STRANGER（原作：水瀬葉月、作画：亀屋樹）：2017年8月号 -
- 裏世界ピクニック（原作：宮澤伊織、作画：水野英多、キャラクター原案：shirakaba）：2018年3月号 - 、『ガンガンONLINE』に再掲載
- 金装のヴェルメイユ〜崖っぷち魔術師は最強の厄災と魔法世界を突き進む〜（原作：天那光汰、作画：梅津葉子）：2017年10月号読切、2018年9月号[28] -
- おじさまと猫（桜井海）：2019年4月号 - ←移籍[29]
- 社畜さんは幼女幽霊に癒されたい。（有田イマリ）：2019年9月号 -
- 戦隊レッド 異世界で冒険者になる（中吉虎吉）：2020年11月号 -
- オウルナイト（高津カリノ）：2021年6月号[30] -
- 僕の呪いの吸血姫（金井千咲貴）：2021年8月号[31] -
- 黄泉のツガイ（荒川弘）：2022年1月号[27] -
- ひねくれ騎士とふわふわ姫様 古城暮らしと小さなおうち（葵梅太郎）：2023年12月号[32] -
- 龍神の娘（越田うめ）：2024年1月号[33] -
- アナスタシアの生きた9日間（朝倉亮介）：2024年3月号[34] -
- VTuberのエンディング、買い取ります。（原作：朝依しると、漫画：結城にこ、キャラクター原案：Tiv）：2024年4月号[35] -
- 切崎花梨は殺させない（原作：土日月、漫画：雨本明之）：2024年5月号[36] -
- リモート授業になったらクラス1の美少女と同居することになった（原作：三萩せんや、漫画：jaguchi、キャラクター原案：さとうぽて）：2024年6月号[37] -
- あだしの奇象官（ワザワキリ）：2024年8月号[38] -
- 読むたびに幸せを！（着ちよあ）：2025年7月号[39] -

## 連載終了作品

### 1990年代前半
- EBE（原案・監修：矢追純一、作画：こやま拓）：1991年4月号 - 1992年2月号
- 輝竜戦鬼ナーガス（増田晴彦）：1991年4月号 - 1994年10月号
- 激闘!!一番（峰岸とおる）：1991年4月号 - 1992年6月号
- タケルの誓い（原作：高橋三千綱、作画：のだしげる）：1991年4月号 - 1992年1月号
- 突撃!パッパラ隊（松沢夏樹）：1991年4月号 - 2000年8月号
- ドッジファイター翔（原作：石塚かつみ、作画：西岡たかし）：1991年4月号 - 1992年10月号
- ドラゴンクエスト列伝 ロトの紋章（作画：藤原カムイ、原案：川又千秋、脚本：小柳順治）：1991年4月号 - 1997年No.8
- ドラゴンクエスト 4コママンガ劇場 ガンガン編（作者複数）：1991年4月号 - 1998年No.5・6 → 『月刊少年ギャグ王』で再開
- 南国少年パプワくん（柴田亜美）：1991年4月号 - 1995年6月号
- ハーメルンのバイオリン弾き（渡辺道明）：1991年4月号 - 2001年2月号
- 密竜の門（原作：牛次郎 漫画：高橋わたる）：1991年4月号 - 1991年8月号
- Z MAN（西川秀明）：1991年5月号 - 1995年11月号
- 決めるぜ修太!（小林一雄）：1991年9月号 - 1992年4月号
- 最強無敵!! ド根性一家（原作:神崎将臣、作画：一本木蛮）：1991年11月号 - 1992年5月号
- ザ・ドリフトガール（飯島ゆうすけ）：1991年11月号 - 1992年8月号
- 妖獣武装ブライオー（松本久志）：1992年1月号 - 1993年1月号
- 横須賀熱血ロード（長田馨）：1992年4月号 - 1992年9月号
- 一撃必殺!一発屋劇場（中井一輝）：1992年8月号 - 1994年1月号
- 魔法陣グルグル（衛藤ヒロユキ）：1992年8月号 - 2003年9月号
- サララ前線北上中（まつむらやすし）：1992年9月号 - 1993年3月号
- 無敵冒険シャクマ（計奈恵）：1992年9月号 - 1994年3月号
- 電撃ドクターモアイくん（岩村俊哉）：1992年10月号 - 1996年No.6
- ナイトクライシス 闇狩人麗牙（山内繁利）：1992年11月号 - 1993年2月号
- TWIN SIGNAL（大清水さち）：1992年12月号 - 2000年5月号
- アゲンスト凪平（原作：剣名舞、作画：ほしのちあき）：1993年1月号 - 1993年7月号
- FM戦士SUMoキッズ（原作：牛次郎、作画：神矢みのる）：1993年4月号 - 1993年11月号
- 武天のカイト（原作：鈴木俊介、作画：蜂文太）：1993年5月号 - 1994年4月号
- 笑神招迷タタリさま（すずや那智）：1993年8月号 - 1994年1月号
- ライオンハート（ゆでたまご）：1993年9月号 - 1995年4月号
- 妖怪人間ベムRETURNS（脚本：剣名舞、作画：津島直人）：1993年12月号 - 1995年8月号
- MAGICAL KIDタオ（渡辺広之）：1994年1月号 - 1995年3月号
- 夢幻街（水沢勇介）：1994年3月号 - 1996年3月号 → 『月刊Gファンタジー』に移籍
- はるまげドン（広内秀昭）：1994年4月号 - 1995年2月号
- ハッピーストライク（池田匠）：1994年8月号 - 1995年4月号
- ハラショーボンバー（岩佐明子）：1994年8月号 - 1995年4月号

### 1990年代後半
- 風の騎士団（増田晴彦）：1995年1月号 - 1996年3月号 → 『月刊Gファンタジー』に移籍
- けんけん猫間軒（梶原あや）：1995年2月号 - 1997年No.6
- 忍ペンまん丸（いがらしみきお）：1995年4月号 - 1999年4月号
- すすめ!!ダイナマン（池田匠）：1995年5月号 - 1998年No.5/6
- 勇者コジロー2（一本木蛮）：1995年5月号 - 1996年3月号
- 浪漫倶楽部（天野こずえ）：1995年6月号 - 1998年No.3
- CHŌKOビースト!!（浅野りん）：1995年7月号 - 1997年No.12
- ドブゲロサマ（ジョージ秋山）：1995年8月号 - 1996年No.3
- 天空忍伝バトルボイジャー（原作：史村翔、作画：結賀さとる）：1995年9月号 - 1997年No.2
- 幻想世界魔法烈伝 WIZバスター（原作：岡田芽武、作画：てんま乱丸）：1996年3月号 →『ガンガンWING』に移籍
- STARGAZER 星に願いを（堤抄子）：1996年No.1 - 1997年No.14
- HAPPY BOY ゲンキくんとゆかいな仲間たち（江川達也）：1996年No.1 - 1997年No.19
- GOGO!ぷりん帝国（くぼたまこと）：1996年No.2 - 2000年4月号
- 機動少年XX（立木大和）：1996年No.3 - 1996年No.13 → 『ガンガンWING』に移籍
- ZONE（原作：樋口明雄、作画：細馬信一）：1996年No.3 - 1996年No.9
- まもって守護月天!（桜野みねね）：1996年No.4 - 2000年3月号
- 幕末風来伝斬郎汰（喜名朝飛）：1996年No.6 - 1997年No.24
- 刻の大地（夜麻みゆき）：1996年No.11 - 2000年9月号
- 爆力冒険メガバーン（西川秀明）：1996年No.12 - 1997年No.8
- 護衛神エイト（吉崎観音）：1996年No.13 - 1998年No.5/6
- 椎名くんのリーズニング・ファイル（あさみさとる）：1996年No.14 - 1997年No.9
- ポケットモンスター ギャグワールド（向水遙、山崎渉ほか）：1997年No.02 - 1997年No.21
- ラッキーゴッド ビリケン（原作：睦月三日生、作画：岩村俊哉）：1997年No.2 - 1997年No.20
- Rush!（安田マコト）：1997年No.3 - 1997年No.15
- ジャングルはいつもハレのちグゥ（金田一蓮十郎）：1997年No.4 - 2003年1月号
- ドラゴンクエスト 幻の大地（神崎まさおみ）：1997年No.9 - 2001年1月号
- MD☆五エ門（三島たけし）：1997年No.11 - 19971年No.21
- 悪魔狩り（戸土野正内郎）：1997年No.16 - 1998年No.4 → 『ガンガンWING』に移籍
- 宇宙人パナパナ（極山裕）：1997年No.17 - 1998年No.5/6
- PON!とキマイラ（浅野りん）：1997年No.18 - 2001年6月号
- 燃えもえ（黒木祐里）：1997年No.21 - 1998年9月号
- 里見☆八犬伝（よしむらなつき）：1997年No.24 - 2001年11月号 → 『コミックブレイドMASAMUNE』に移籍
- 東京アンダーグラウンド（有楽彰展）：1998年No.1 - 2005年3月号
- COLORMALL（藤原カムイ）：1998年No.2 - 1998年10月号
- 裏剣道ZERO（松山せいじ）：1998年No.3 - 1998年12月号
- 大正格闘浪漫 疾風の天（松葉博）：1998年No.5/6 - 1999年2月号
- ネオ・ジャパネスクGENPEI（近藤竹史）：1998年No.5/6 - 1998年8月号
- ガンガンゲーム4コママンガ劇場（作者複数）：1998年4月号 - 1999年2月号
- GET!（東まゆみ）：1998年4月号 - 1998年10月号
- スターオーシャン そして時の彼方へ（かぢばあたる）：1998年4月号 - 1998年10月号
- 短短（極山裕）：1998年4月号 - 1999年1月号
- わくわくマンガ家への道（魔神ぐり子）：1998年4月号 - 1999年4月号
- ワルサースルー（たかなし霧香）：1998年4月号 - 2000年10月号
- あくまでもネコ（池田匠）：1998年6月号 - 1999年2月号
- 東京ロビンの見てるだけ（東京ロビン）：1998年9月号 - 2002年1月号
- Noesis〜ノエシス〜（喜名朝飛）：1998年9月号 - 1999年1月号
- スターオーシャン セカンドストーリー（東まゆみ）：1998年11月号 - 2001年10月号
- 魔探偵ロキ（木下さくら）：1999年2月号 - 2001年12月号 → 『月刊コミックブレイド』に移籍
- 風追い人（しっちーしちだ）：1999年3月号 - 1999年5月号
- ドラゴンクエストモンスターズ 4コママンガ劇場（作者複数）：1999年3月号 - 1999年末頃
- コインランドリー（魔神ぐり子）：1999年4月号 - 1999年11月号
- 新撰組異聞PEACE MAKER（黒乃奈々絵）：1999年5月号 - 2001年9月号 → 『月刊コミックブレイド』に移籍
- モンスターファーム 〜円盤石の秘密〜（幸宮チノ）：1999年5月号 - 2000年4月号
- スパイラル 〜推理の絆〜（原作：城平京、作画：水野英多）：1999年9月号 - 2005年11月号
- 朱玄白龍るびくら（見田竜介）：1999年12月号 - 2001年1月号 → 『月刊Gファンタジー』に移籍

### 2000年代前半
- ヴァルキリープロファイル（土方悠）：2000年3月号 - 2001年2月号
- 1/Nのゆらぎ（土塚理弘）：2000年4月号 - 2000年7月号 → 『ガンガンパワード』に移籍
- ドラゴンクエストモンスターズ+（吉崎観音）：2000年4月号 - 2003年2月号
- ダンジョンセイバー（おおつきべるの）：2000年5月号 - 2000年8月号
- ヒーリング・プラネット（桜野みねね）：2000年8月号 - 2001年3月号
- 清村くんと杉小路くんと（土塚理弘）：2000年9月号 - 2002年1月
- マジック・マスター（原作：黒沢哲哉、作画：阿白宗可）：2000年10月号 - 2005年2月号
- スサノオ（増田晴彦）：2000年11月号 - 2001年8月号
- 爆裂機甲天使クロスレンジャー（松沢夏樹）：2000年12月号 - 2001年10月号
- ARTIFACT;RED（木村太彦）：2001年1月号 - 10月号 → 『ガンガンWING』に移籍
- ドラゴンクエスト エデンの戦士たち（藤原カムイ）：2001年2月号 - 2006年1月号
- パンツァークライン（神田晶）：2001年3月号 - 2002年11月号
- High球!いんぷれっしょん（真三月司）：2001年4月号 - 2001年11月号
- 鋼の錬金術師（荒川弘）：2001年8月号 - 2010年7月号
- 666〜サタン〜（岸本聖史）：2001年9月号 - 2008年1月号
- プラネットガーディアン（高坂りと）：2001年9月号 - 2003年11月号
- フラッシュ!奇面組（新沢基栄）：2001年10月号 - 2005年6月号、長期休載 → 実質連載終了[独自研究?]
- 妖幻の血（赤美潤一郎）：2001年11月号 - 2002年9月号 → 『ガンガンパワード』に移籍
- ドームチルドレン（山崎風愛）：2001年12月号 - 2002年8月号 → 『ガンガンパワード』に移籍
- B壱（大久保篤）：2001年12月号 - 2003年6月号
- ハルマゲどん〜メギドの調査ファイル〜（渡辺志保梨）：2002年1月号 - 2002年3月号
- 悪魔事典（巣山真也）：2002年2月号 - 2004年12月号
- ガンビ〜（水沢充）：2002年2月号 - 2002年12月号
- マテリアル・パズル（土塚理弘）：2002年2月号 - 2008年4月号
- LUNO（冬目景）：2002年2月号 - 2002年4月号
- 私の救世主さま（水無月すう）：2002年2月号 - 2004年4月号→『月刊Gファンタジー』に移籍
- スターオーシャン ブルースフィア（水城葵）：2002年3月号 - 2005年4月号
- PHANTOM DEAD OR ALIVE（渡辺道明）：2002年3月号 - 2004年2月号
- 円盤皇女ワるきゅーレ（介錯）：2002年3月号 - 2007年9月号
- PAPUWA（柴田亜美）：2002年4月号 - 2008年2月号
- タケピロのハッスル列島（サイレン☆ボラ夫）：2002年6月号 - 2004年3月号
- ハレグゥ（金田一蓮十郎）：2003年2月号 - 2009年10月号
- スターオーシャン Till the End of Time（神田晶）：2003年6月号 - 2005年11月号
- ドラゴンリバイブ（井田ヒロト）：2003年7月号 - 2004年5月号
- グレペリ（たくま朋正）：2003年8月号 - 2004年6月号
- 女王騎士物語（下村トモヒロ）：2003年8月号 - 2007年10月号
- ヴァンパイア十字界（原作：城平京、作画：木村有里）：2003年9月号 - 2007年3月号
- 君と僕。（堀田きいち）：2003年9月号 - 2004年6月号 → 『ガンガンパワード』に移籍
- 真・ケモノ道（水沢充）：2003年10月号 - 2011年4月号
- ファイナルファンタジー・クリスタルクロニクル 〜はてなき空の向こうに〜（壱河柳乃助）：2004年2月号 - 2005年6月号
- ソウルイーター（大久保篤）：2004年6月号 - 2013年9月号

### 2000年代後半
- コード・エイジ アーカイヴズ〜最後におちてきた少女〜（製作：WARHEAD、構成：AIYAH-BALL）：2005年3月号 - 2006年3月号
- キングダム ハーツ チェイン オブ メモリーズ（天野シロ）：2005年4月号 - 2006年4月号
- 王様の耳はオコノミミ（夏海ケイ）：2005年5月号 - 2008年1月号
- 屍姫（赤人義一）：2005年5月号 - 2014年9月号
- ひぐらしのなく頃に 暇潰し編（原作・監修：竜騎士07、作画：外海良基）：2006年2月号 - 2006年11月号
- はじめての甲子園（火村正紀）：2006年4月号 - 2009年11月号
- 衛星ウサギテレビ（衛藤ヒロユキ）：2006年6月号 - 2007年10月号
- キングダム ハーツII（天野シロ、原案：野村哲也）：2006年6月号 - 2009年8月号、2012年11月号 - 2015年6月号
- 新体操舞技 -TUMBLING BOYS-（宍戸道子）：2006年9月号 - 2006年12月号
- スパイラル・アライヴ（原作：城平京、作画：水野英多）：2006年9月号 - 2008年6月号 ← 『ガンガンWING』より移籍
- 閉ざされたネルガル（あるまるみ）：2007年2月号 - 2010年10月号
- 鬼切様の箱入娘（有楽彰展）：2007年3月号 - 2010年11月号、不定期連載
- 精霊の守り人（藤原カムイ）：2007年4月号 - 2008年8月号
- 紅心王子（桑原草太）：2007年5月号 - 2015年4月号
- Doubt（外海良基）：2007年8月号 - 2009年3月号
- ブレイド三国志（原案・構成：真壁太陽、作画：壱河柳乃助）：2007年8月号 - 2009年8月号
- FULLMOON（塩沢天人志）：2007年10月号 - 2009年2月号
- 清村くんと杉小路くんろ（土塚理弘）：2008年2月号 - 2012年6月号
- ひょっとこスクール（武凪知）：2008年2月号 - 2010年8月号
- トライピース（丸智之）：2008年3月号 - 2011年9月号
- マンガ家さんとアシスタントさんと（ヒロユキ）：2008年3月号 - 2012年7月号
- STRAYKEYS（柚木タロウ）：2008年4月号 - 2009年1月号
- 東京ファンタジー学園勇者科 月彩のノエル（介錯）：2008年6月号 - 2009年9月号
- マテリアル・パズル 〜彩光少年〜（土塚理弘）：2008年7月号 - 2008年10月号
- メテオエンブレム（朴晟佑）：2008年7月号 - 2009年5月号
- マテリアル・パズル ゼロクロイツ（原作：土塚理弘、作画：吉岡公威）：2008年11月号 - 2009年11月号 → 『ガンガンONLINE』に移籍
- RUN day BURST（長田悠幸）：2008年12月号 - 2011年6月号 → 2011年6月9日より『ガンガンONLINE』に移籍
- からす天狗うじゅ りあるわーるど天狗帖（塒祇󠄀岩之助）：2009年1月号 - 2009年8月号
- 日常戦線（加藤拓弐）：2009年1月号 - 2009年3月号、短期集中連載
- BAMBOO BLADE B（土塚理弘＆スタジオねこ）：2009年2月号 - 2013年12月号
- ブラッディ・クロス（米山シヲ）：2009年3月号 - 2015年8月号
- 勤しめ! 仁岡先生（尾高純一）：2009年4月号 - 2013年10月号 ← 『ガンガンパワード』より移籍
- 仕立屋工房 Artelier Collection（日丘円）：2009年5月号 - 2011年6月号 ← 『ガンガンパワード』より移籍
- 獣神演武（原案：黄金周、シナリオ：社綾、作画：荒川弘）：2009年6月号 - 2010年9月号 ← 『ガンガンパワード』より移籍
- ごちそうシネマした!!（IKARING）：2009年7月号 - 2011年3月号
- SCRAMBLE!（柴田亜美）：2009年7月号 - 2011年3月号
- 絶園のテンペスト（原作：城平京、構成：左有秀、作画：彩崎廉）：2009年8月号 - 2013年11月号
- キングダム ハーツ 358/2 Days（天野シロ、原案：野村哲也）：2009年9月号 - 2012年10月号
- HEROMAN（原作：スタン・リー、作画：太田多門、アニメーション製作：BONES）：2009年9月号 - 2011年11月号
- アルティメットドールズ（三好輝）：2009年10月号 - 2011年1月号

### 2010年代前半
- ばのてん!（河添太一）：2010年1月号 - 2012年1月号、『ガンガンONLINE』と並行連載
- JUDGE（外海良基）：2010年2月号 - 2012年9月号
- ミリオンの○×△□（金田一蓮十郎）：2010年3月号 - 2012年8月号
- Red Raven（藤本新太）：2010年5月号 - 2013年12月号
- スカイブルー（小林大樹）：2010年7月号 - 2012年3月号
- HELL HELL（東ジュン）：2010年9月号 - 2012年4月号
- ソウルイーターノット!（大久保篤）：2011年2月号 - 2014年12月号
- うみねこのなく頃に散 EP7:Requiem of the golden witch（原作・監修：竜騎士07、作画：水野英多）：2011年5月号 - 2015年4月号
- 咲-Saki-阿知賀編 episode of side-A（原作：小林立、作画：五十嵐あぐり）：2011年9月号 - 2013年4月号
- ピース*2（鳴海けい）：2011年9月号 - 2014年7月号
- 俺の彼女に何かようかい（高津カリノ）：2011年10月号ほか読切、2014年5月号 - 2020年5月号
- ギルティクラウン（構成：宮城陽亮、作画：満月シオン）：2011年11月号 - 2013年12月号
- FINAL FANTASY零式（作画：塩沢天人志、シナリオ：千葉広樹、キャラクター原案：野村哲也）：2011年12月号 - 2012年3月号
- 恋するみちるお嬢様（若林稔弥）：2012年4月号 - 2013年5月号
- FINAL FANTASY 零式外伝 氷剣の死神（塩沢天人志、監修：野村哲也）：2012年5月号 - 2014年2月号
- ROBOTICS;NOTES ドリームシーカー（漫画：知乃綴、原作：5pb.）：2012年10月号 - 2013年8月号
- ルネサンス・イヴ（伊藤砂務）：2012年11月号 - 2014年10月号
- 黒の探偵（日丘円）：2013年3月号 - 2015年8月号
- とある魔術の禁書目録 エンデュミオンの奇蹟（原案：鎌池和馬、原作：PROJECT-INDEX、構成：西野リュウ、作画：朝倉亮介、キャラクター原案：はいむらきよたか）：2013年3月号 - 2013年11月号
- UNKNOWN（吉村旋）：2013年4月号 - 2014年10月号
- ちちとこ（うち子）：2013年5月号 - 2018年4月号、『ガンガンONLINE』と並行連載
- 今日のケルベロス（桜井亜都）：2013年10月号 - 2018年6月号
- とある日常のいんでっくすさん（漫画：みじんこうか、原作：鎌池和馬、キャラクター原案：はいむらきよたか）：2013年10月号 - 2016年6月号、『ガンガンONLINE』と並行連載
- 魔法使いの弟子が笑う時。（金井千咲貴）：2013年10月号 - 2014年10月号
- Secret（外海良基）：2013年11月号 - 2015年3月号
- はんだくん（ヨシノサツキ）：本編：2013年11月号 - 2016年7月号、番外編：2016年8月号 - 2006年10月号
- 魔女の下僕と魔王のツノ（もち）：2014年5月号 - 2022年1月号[27]
- 愛狼童話 赤ずきん!（青神香月）：2014年6月号 - 2015年1月号
- 漫専魔王少女エナ様（横山知生）：2014年6月号 - 2015年9月号
- ばらかもん（ヨシノサツキ）：2014年8月号 - 2019年1月号[40]、2023年5月号[41] - 2023年10月号、『ガンガンONLINE』に再掲載
- 罪×10（山内泰延）：2014年9月号 - 2015年9月号、『ガンガンONLINE』と同時連載
- 助太刀09（岸本聖史）：2014年11月号 - 2016年8月号
- クロノス 次世代犯罪情報室（原作：神永学、作画：優月祥）：2014年12月号 - 2016年4月号

### 2010年代後半
- Im〜イム〜（森下真）：2015年2月号 - 2018年8月号
- 魔女×神隠し（原作：韮沢賢治、作画：加藤よし江）：2015年2月号 - 2015年4月号、シリーズ連載
- とある魔術のヘヴィーな座敷童が簡単な殺人妃の婚活事情（原作：鎌池和馬、構成：西野リュウ、作画：臥待始、キャラクター原案：はいむらきよたか、凪良、真早、葛西心ほか）：2015年3月号 - 2015年11月号
- 再世のファンタズマ（赤人義一）：2015年8月号 - 2017年7月号
- ベルゼブブ嬢のお気に召すまま。（matoba）：2015年8月号 - 2020年6月号、『ガンガンONLINE』に再掲載
- 天賀井さんは案外ふつう（原作：城平京、作画：水野英多）：2015年9月号 - 2017年5月号
- 廻生のカリカチュア（原案・設定・コンテ：極楽院櫻子、脚本：もぎひろむ、作画：轟斗ソラ）：2015年10月号 - 2017年1月号
- むつの花*エクソダす（伊藤砂務）：2015年10月号 - 2016年8月号
- 戦×恋（朝倉亮介）：2016年1月号 - 2023年4月号[42]
- 梅衣堂ひよと旦那様の野望（米山シヲ）：2016年3月号 - 2021年8月号[31]、『ガンガンONLINE』に再掲載
- 異能メイズ（原作：岡田伸一、作画：山田J太）：2016年7月号 - 2018年5月号
- 生きてますか? 本田くん（外海良基）：2016年8月号 - 2018年3月号
- ねねね（原作：徒々野雫、作画：萩原ダイスケ）：2016年8月号 - 2016年10月号、2017年3月号 - 2017年9月号、短期集中連載を経て連載化、隔月連載、『ガンガンONLINE』に再掲載
- BLACK BOARD（イズミダフユキ）：2016年9月号 - 2017年12月号
- 天誅×神曲（よしだもろへ）：2016年11月号 - 2017年9月号、『ガンガンONLINE』から移籍、作者病気療養のため2017年10月号より休載、2018年4月号で連載終了が告知
- グッドモーニング・ベート－ヴェン（原作：左有秀、作画：伊藤砂務）：2017年1月号 - 2018年1月号
- もし世界が同じ空の下に在ったなら（佐津井隆）：2017年2月号 - 2017年10月号、2017年12月号で作者の都合による連載終了が発表された。
- 異世界で最強の杖に転生した俺が嫌がる少女を無理やり魔法少女にPする!（原作：桜井慎、作画：鷹嶋大輔）：2017年4月号 - 2019年4月号[29]
- はっぴぃヱンド。（有田イマリ）：2017年5月号 - 2019年1月号[40]
- エルフと狩猟士のアイテム工房（葵梅太郎）：2017年9月号読切、2018年4月号 - 2021年3月号 、『ガンガンONLINE』に再掲載
- 旅とごはんと終末世界（文ノ梛）：2018年1月号読切、7月号 - 2020年1月号
- 私の神様（夢野つくし）：2018年4月号読切、2019年1月号 - 2020年5月号、『ガンガンONLINE』に再掲載
- 弩アホリズム（宮条カルナ）：2018年7月号 - 2019年11月号
- スライム転生。大賢者が養女エルフに抱きしめられてます（原作：月夜涙、作画：わらびもちきなこ、キャラクター原案：イチリ）：2018年8月号[43] - 2021年4月号
- ロクショウ!（極楽院櫻子）：2018年12月号[44] - 2021年1月号
- ヨシノズイカラ（ヨシノサツキ）：2019年1月号[40] - 2020年6月号、『ガンガンONLINE』に再掲載
- 魔女らば魔女れば（桜井亜都）：2019年7月号[45] - 2020年6月号
- ミノタウロスの想い人（原作：けいじろー、作画：晶）：2019年10月号[46] - 2021年1月号

### 2020年代前半
- 乙女ゲー転送、俺がヒロインで救世主!?（原作：武凪知、作画：辻本ユウ）：2020年2月号 - 2022年7月号
- たとえばラストダンジョン前の村の少年が序盤の街の食堂で働く日常物語（原作：サトウとシオ、作画：草中、キャラクター原案：和狸ナオ）：2020年2月号 - 2022年3月号
- 恋愛グリモワール〜最強童貞の勇者様が結婚しないと世界は滅亡するそうです〜（いぬやまりこ）：2020年3月号[47] - 2021年8月号[31]
- 元魔王軍幹部、娘つき 第二の人生は現代で（吉山航平）：2020年5月号 - 2021年11月号
- 18エイティーン（ヨシノサツキ）：2020年9月号[48] - 2022年2月号[49]
- ワンルーム、日当たり普通、天使つき。（matoba）：2020年10月号[50] - 2025年4月号[51]
- 女子高生はおはようって言う（原作：ルシファー吉岡、作画：ゆめみつき）：2021年1月号[52] - 2022年4月号
- 双翼の武装使い（原作：進行諸島、漫画：sanorin）：2021年3月号 - 2022年10月号
- 人類滅亡直前なのにニート勇者が働かない（原作：槻影、作画：カネツキマサト）：2021年7月号[53] - 2023年1月号
- 組長の娘は異世界で最強の組を作るため極道無双はじめました（ささきゆうちゃん）：2021年9月号[54] - 2022年5月号、第一部完
- 傭兵と小説家（原作：南海遊、作画：村山なちよ、キャラクター原案：TAKOLEGS）：2021年10月号[55] - 2023年8月号
- この勇者、元魔王につき（原作：天那光汰、作画：雨本明之、構成：沢田ふろぺ）：2022年2月号[49] - 2023年7月号
- ごめんなさいお嬢様、俺はメイドが好きなんです（原作：日之影ソラ、作画：明日かかん）：2022年3月号[56] - 2023年1月号
- 異世界チートブレイカーズ（原作：天那光汰、作画：ささきゆうちゃん）：2023年2月号[57] - 2024年2月号[58]
- 千万社異世界通商部（極楽院櫻子）：2023年8月号[59] - 2025年3月号[60]
- 鬼殺しの我道再演（原作：あずみ圭、漫画：雪山しめじ）：2024年2月号[61] - 2025年5月号[62]

### 掲載号不明
- 純生キッド（児嶋都）[要出典]

## 映像化作品

### アニメ化
| 作品                                                                 | 放送年                 | アニメーション制作             | 備考・出典                                |
| -------------------------------------------------------------------- | ---------------------- | ------------------------------ | ----------------------------------------- |
| 南国少年パプワくん                                                   | 1992年-1993年          | 日本アニメーション             |                                           |
| 魔法陣グルグル                                                       | 1994年-1995年（第1作） | 日本アニメーション             | 映画あり（1996年、3本立てのうちの1本）    |
| 魔法陣グルグル                                                       | 2000年（第2作）        | 日本アニメーション             | 映画あり（1996年、3本立てのうちの1本）    |
| 魔法陣グルグル                                                       | 2017年（第3作）        | Production I.G                 | 映画あり（1996年、3本立てのうちの1本）    |
| ハーメルンのバイオリン弾き                                           | 1996年-1997年          | スタジオディーン               |                                           |
| 忍ペンまん丸                                                         | 1997年-1998年          | シンエイ動画                   |                                           |
| 突撃!パッパラ隊                                                      | 1998年-1999年          | マジックバス                   |                                           |
| まもって守護月天!                                                    | 1998年-1999年          | 東映アニメーション（東映動画） | OVAあり                                   |
| ジャングルはいつもハレのちグゥ                                       | 2001年                 | シンエイ動画                   | OVAあり                                   |
| 東京アンダーグラウンド                                               | 2002年                 | ぴえろ                         | OVAあり（2001年、短編4本立てのうちの1本） |
| 円盤皇女ワるきゅーレ                                                 | 2002年（第1期）        | TNK                            | OVAあり                                   |
| 円盤皇女ワるきゅーレ                                                 | 2003年（第2期）        | TNK                            | OVAあり                                   |
| スパイラル 〜推理の絆〜                                              | 2002年-2003年          | J.C.STAFF                      |                                           |
| PAPUWA                                                               | 2003年-2004年          | 日本アニメーション             | 『南国少年パプワくん』の続編              |
| 鋼の錬金術師                                                         | 2003年-2004年（第1作） | ボンズ                         | 映画あり（2005年）                        |
| 鋼の錬金術師                                                         | 2009年-2010年（第2作） | ボンズ                         | 映画あり（2005年）                        |
| ながされて藍蘭島                                                     | 2007年                 | feel.                          |                                           |
| ソウルイーター                                                       | 2008年-2009年          | ボンズ                         |                                           |
| 屍姫                                                                 | 2008年-2009年          | GAINAX feel.                   | 未放送1話あり                             |
| 絶園のテンペスト                                                     | 2012年-2013年          | ボンズ                         |                                           |
| ソウルイーターノット!                                                | 2014年                 | ボンズ                         | 『ソウルイーター』の外伝                  |
| ばらかもん                                                           | 2014年                 | キネマシトラス                 |                                           |
| はんだくん                                                           | 2016年                 | ディオメディア                 | 『ばらかもん』のスピンオフ                |
| ベルゼブブ嬢のお気に召すまま。                                       | 2018年                 | ライデンフィルム               |                                           |
| 戦×恋                                                                | 2019年                 | フッズエンタテインメント       |                                           |
| 無能なナナ                                                           | 2020年                 | ブリッジ                       |                                           |
| 社畜さんは幼女幽霊に癒されたい。                                     | 2022年                 | project No.9                   | [ 63 ]                                    |
| 金装のヴェルメイユ〜崖っぷち魔術師は最強の厄災と魔法世界を突き進む〜 | 2022年                 | Staple Entertainment           | [ 64 ]                                    |
| 不徳のギルド                                                         | 2022年                 | ティー・エヌ・ケー             | [ 65 ]                                    |
| ワンルーム、日当たり普通、天使つき。                                 | 2024年                 | オクルトノボル                 | [ 66 ]                                    |
| 戦隊レッド 異世界で冒険者になる                                      | 2025年                 | サテライト                     | [ 67 ]                                    |
| 黄泉のツガイ                                                         | 未公表                 | ボンズフィルム                 | [ 68 ]                                    |

| 作品                            | 公開年 | アニメーション制作 | 備考               |
| ------------------------------- | ------ | ------------------ | ------------------ |
| ドラゴンクエスト列伝 ロトの紋章 | 1996年 | 日本アニメーション | 3本立てのうちの1本 |
| ハーメルンのバイオリン弾き      | 1996年 | 日本アニメーション | 3本立てのうちの1本 |

| 作品           | 発売年         | アニメーション制作 | 備考                                     |
| -------------- | -------------- | ------------------ | ---------------------------------------- |
| TWIN SIGNAL    | 1996年         |                    |                                          |
| PON!とキマイラ | 1998年         | 東京キッズ         | 既存作の予告を含む短編4本立てのうちの1本 |
| 刻の大地       | 1998年、1999年 | マジックバス       |                                          |

- 他誌への移籍後のテレビアニメ化作品には『君と僕。』がある。

### テレビドラマ化
| 作品         | 放送年 | 制作                   | 備考・出典 |
| ------------ | ------ | ---------------------- | ---------- |
| おじさまと猫 | 2021年 | テレビ東京、ソケット   | [ 69 ]     |
| ばらかもん   | 2023年 | 共同テレビ、フジテレビ | [ 70 ]     |

### 実写映画化
| 作品         | 公開年 | 監督     | 主演     | 備考 |
| ------------ | ------ | -------- | -------- | ---- |
| JUDGE        | 2013年 | 古波津陽 | 瀬戸康史 |      |
| 鋼の錬金術師 | 2017年 | 曽利文彦 | 山田涼介 |      |

## 発行部数
これらの部数は全国出版協会発行の「出版指標 年報」掲載の推定値であり、実数ではないので注意が必要である。
- 1991年 24万部
- 1992年 25万部
- 1993年 35万部
- 1994年 34万部
- 1995年 41万部
- 1996年 23万部
- 1997年 18万部
- 1998年 22万部
- 1999年 25万部
- 2000年 25万部
- 2001年 不明
- 2002年 18万部
- 2003年 20万部
- 2004年 37万部
- 2005年 27万部
- 2006年 20万部
- 2007年 16万部
- 2008年 14万部
- 2009年 16万部
- 2010年 15万部
- 2011年 12万部
- 2012年 7万部
- 2013年 5万部
- 2014年 3万部
- 2015年 2万部

## 歴代編集長
- 初代：保坂嘉弘（現マッグガーデン会長）
- 2代：飯田義弘（現マッグガーデン社長）
- 代理：田口浩司
- 3代：松崎武吏
- 4代：下村裕一[2]

## 関連誌
- 増刊誌（休廃刊）
  - フレッシュガンガン
  - ファンタスティックコミック
  - ガンガンパワード
  - ガンガンYG
  - ガンガンカスタム
  - ガンガン戦-IXA-
- 姉妹誌
  - 月刊Gファンタジー
  - ヤングガンガン
  - 月刊ガンガンJOKER
  - 月刊ビッグガンガン ※ヤングガンガン増刊より独立
  - ガンガンONLINE ※ウェブコミック配信サイト
- 姉妹誌（休廃刊）
  - 月刊少年ギャグ王
  - 月刊ガンガンWING
  - コミックバウンド
  - 月刊ステンシル
- 分家
  - 月刊コミックブレイド ※月刊コミックブレイド#増刊号も参照
  - 月刊コミックZERO-SUM

## ガンガンコミックス
ガンガンコミックスは、『月刊少年ガンガン』および増刊の『ガンガンパワード』に掲載された作品を主に収録する漫画単行本レーベル。1991年9月創刊。略称は「GC」。
通常は新書判で、主に連載時のページ数が少ない4コマ・ショートギャグ作品など作品によってはA5判やB6判で刊行される場合もある。判型の違いによりレーベルの名称が変わることは無い。
サブレーベルとしてガンガンコミックスデラックスがあり、こちらは2003年2月に『LUNO』（冬目景、B6判）の発行で創刊している。特徴として、四角い枠のGCがタイトルの上部に入る。掲載作品により、デザインが異なる。